# Фридрих VIII фон Шлезвиг-Холщайн
Фридрих VIII Кристиан Август фон Шлезвиг-Холщайн-Зондербург-Августенбург (на немски: Friedrich VIII Christian August Herzog von Schleswig-Holstein-Sonderburg-Augustenburg; * 6 юли 1829, дворец Аугустенбург, Дания; † 14 януари 1880, Визбаден) от странична линия на Олденбургите, е немско-датски принц, херцог на Шлезвиг-Холщайн (1863 – 1880) и Шлезвиг-Холщайн-Зондербург-Августенбург (1869 – 1880). Той не е признат за херцог от короните на Дания, Австрия и Прусия.

## Биография
Той е големият син на херцог Кристиан Август фон Шлезвиг-Холщайн-Зондербург-Августенбург (1798–1869) и съпругата му, втората му братовчедка, графиня Луиза София от Данескийолд-Самсойе (1796 – 1867), дъщеря на граф Кристиан Конрад Софус от Данескийолд-Самсойе (1774 – 1823) и Йохана Хенриета Валентина Каас (1776 – 1843). По-голям брат е на принц Кристиан Карл (1831 – 1917, Лондон), женен 1866 г. за принцеса Хелена Великобританска (1846 – 1923), петото дете на кралица Виктория.
Принц Фридрих участва с по-малкия си брат принц Кристиан Карл на немска страна във войната в Шлезвиг-Холщайн (1848 – 1851).
На 19 ноември 1863 г. той започва управлението на Шлезвиг-Холщайн. През 1867 г. херцогствата му са включени към Кралство Прусия. Фридрих напуска херцогството и се оттегля в Примкенау в Долна Саксония. В Примкенау построява нов дворец и купува фабрика за желязо. Той купува там голям ловен ревир за лов на императорските му роднини.
Фридрих VIII фон Шлезвиг-Холщайн умира на 4 януари 1880 г. на 50 години във Визбаден.

## Фамилия
Фридрих VIII фон Шлезвиг-Холщайн се жени на 11 септември 1856 г. в Лангенбург за принцеса Аделхайд фон Хоенлое-Лангенбург (* 20 юли 1835, Лангенбург; † 25 януари 1900, Дрезден), дъщеря на княз Ернст I фон Хоенлое-Лангенбург (1794 – 1860) и принцеса Феодора фон Лайнинген (1807 – 1872), която е по-голяма полусестра на Кралица Виктория (упр. 1837 – 1901) и племенница на белгийския крал Леополд I (упр. 1831 – 1865). Те имат седем деца:
- Фридрих (* 3 авгусг 1857; † 29 октомври 1858)
- Августа Виктория (* 22 октомври 1858, Долциг; † 11 април 1921, Доорн), последната германска императрица и кралица на Прусия, омъжена на 27 февруари 1881 г. за принц и по-късен кайзер Вилхелм II (1859 – 1941
- Виктория Фридерика Августа Мария Каролина Матилда (* 25 януари 1860, Августенбург; † 20 февруари 1932, Грюнхолц), омъжена на 19 март 1885 г. за херцог Фридрих Фердинанд фон Шлезвиг-Холщайн-Зондербург-Глюксбург (1855 – 1934)
- Фридрих Виктор Леополд Кристиан Герхард (* 20 януари 1862, Долциг; † 11 април 1862, Долциг)
- Ернст Гюнтер (* 11 август 1863, Долциг; † 22 февруари 1921, Примкенау), херцог на Шлезвиг-Холщайн-Зондербург-Августенбург, пруски генерал на кавалерията, женен на 2 август 1898 г. в Кобург за принцеса Доротея фон Саксония-Кобург и Гота (1881 – 1967)
- Феодора Луиза София (* 8 април 1866, Кил; † 28 април 1952, Бад Наухайм), омъжена в Берлин на 24 юни 1889 г. за принц Фридрих Леополд Пруски (1865 – 1931).
- Феодора Аделхайд Хелена Луиза Каролина Густава Паулина Алица Жени (* 3 юли 1874, Примкенау; † 21 юни 1910, Оберасбах), неомъжена